# Салча
Салча (рум. Salcea) — город в Румынии в составе жудеца Сучава.

## История
Долгое время это была обычная сельская местность. В 1962 году на этих землях был построен аэропорт Сучава.
В 2004 году коммуна Салча получила статус города.